# Sitara und der Weg dorthin
Sitara und der Weg dorthin (Untertitel: Eine Studie über Wesen, Werk & Wirkung Karl Mays) ist eine Studie des deutschen Schriftstellers Arno Schmidt, der das Werk Karl Mays aus Sicht der Psychoanalyse Sigmund Freuds untersucht und analysiert. Sitara erschien zuerst im Jahr 1963 im Stahlberg Verlag, Karlsruhe.

## Inhalt
In der Abhandlung will Schmidt unbewusste Abbildungen von Homosexualität in den Reiseerzählungen Mays nachweisen. Schmidt griff diese von dem Österreicher Paul Elbogen formulierte These auf. Schmidt verweist auf die stereotype Waffensymbolik, die Vorliebe für sadistische Szenen, auf die erotisch-liebevolle Darstellung der indianischen Edelmenschen, auf die Darstellungsweise der nächtlichen oder gemeinsamen Ritte sowie auf Transvestiten-Figuren wie Tante Droll, Hobble Frank oder Langer Davy. Außerdem hebt Schmidt die erotischen und latent phallischen Motive auf den Titelvorlagen Sascha Schneiders hervor, die umso erstaunlicher sind, als Schneider seinen Freund May niemals über seine (Schneiders) homosexuelle Orientierung im Unklaren ließ. Während Schmidts Thesen von der damaligen „bürgerlichen“ Karl-May-Forschung in den 1960er und 1970er Jahren relativiert oder ignoriert wurden, hatte sie großen Einfluss auf die filmischen Interpretationen (Hans-Jürgen Syberberg, Michael Herbig) und auf die Integration der May-Werke in den akademischen Literaturkanon.
Die Arbeit von Schmidt überzeugte in den 1960er und 1970er Jahren nicht viele Leser, gilt aber als ein wichtiger Baustein zu Schmidts Theorie der Organ-Abbildung in der Literatur. Nach dieser Theorie findet sich in der Literatur, besonders in der Trivialliteratur, als Subtext, beispielsweise in Landschaftsbeschreibungen, eine Beschreibung von Sexualorganen. Diese Theorie war für Schmidt eine Stufe zu seiner späteren Etym-Theorie in seinem Werk Zettel’s Traum.
Die Thesen Schmidts fanden weite Beachtung, aber wenig Zustimmung. Erst Schmidts Schüler Hans Wollschläger gelang es, das Verhältnis Schmidts zu May entspannter darzustellen.

## Sitara bei Karl May
Sitara, „Das Land der Sternenblumen“, ist eine immerwiederkehrende Landschaft aus den Romanen von Karl May. Die Sultanin dieses Reiches ist Marah Durimeh. Zu Sitara gehört auch das in Babel und Bibel erwähnte Gebiet von Märdistan, „in dessen Schlucht, wie man sich heimlich erzählt, die Geisterschmiede liegt, in der die Seelen durch Schmerz und Qual zu Stahl und Geist geschmiedet werden“ (vgl. Ardistan und Dschinnistan, Bd. I).
Die Stadt Ikbal ist die Residenz Marah Durimehs, in der sie ein Schloss aus weißem Marmor bewohnt.
Sitara wird unter anderem in den Werken Im Reiche des silbernen Löwen und Mein Leben und Streben erwähnt. In Augsburg hielt May am 8. Dezember 1909 einen Vortrag mit dem Titel Sitara, das Land der Menschheitsseele.

## Kritik
„Während das Buch über de la Motte Fouqué skurril, doch seriös, aber schon des Themas wegen nicht gerade nötig ist, wäre eine Monographie über Karl May gewiss nötig, nur dass mir diejenige von Arno Schmidt skurril und unseriös zu sein scheint.“

„Mit Brachialgewalt reißt Arno Schmidt in seiner Studie „Sitara und der Weg dorthin“ (1963) Karl Mays poetische Gespinste auseinander. Er will beweisen, wie ein verklemmter Schwuler sich selbst und seine Leser weidlich verarscht. Die Penetranz der vierhundertseitigen „Sitara“-Exegese analer Landschaften und eindringlicher Metaphern fällt auf Schmidt zurück: Hier hat einer in der Tat, oder besser in Wort und Schrift, schreckliche Probleme mit seiner Homosexualität, aber das ist nicht unbedingt Karl May. Als Zettel-Onkels Pornografentraum erscheint, war Karl May ein halbes Jahrhundert tot – und die Moral der Adenauerzeit so eng und bedrückend wie die wilhelminische.“

„Dabei ist Schmidt übergewissenhaft. Er macht es sich schwer, er beweist lieber dreißig- als zwanzigmal, er attestiert seinem Jagdwild guten Glauben, wo er nur kann, er findet Milderungsgründe, wo immer sich dergleichen nur finden läßt - und gerade das macht sein abstruses, brillantes Buch für den, der lesen kann, zu einer Vergnügung des Intellekts, mit der verglichen der beste Detektivroman witzlos schal wirkt.“